# Списак епизода серије Торчвуд
Торчвуд је британска научнофантастична телевизијска серија коју је креирао Расел Т. Дејвис за BBC. Првобитно развијена као самостална серија, преобликована је у спиноф дуготрајне телевизијске серије Доктор Ху. Првобитно намењена одраслој публици, у поређењу са породичном природом матичне серије, прва сезона Торчвуда је емитована након вечерњег термина за децу. Прва сезона, која се састојала од 13 епизода, премијерно је емитована од 22. октобра 2006. до 1. јануара 2007. на каналу BBC Three. Друга сезона је наручена након тога, а серија се преселила на канал BBC Two. Пошто је капетан Џек Харкнес, централни лик у серији, постао популаран међу млађом публиком, направљене су неке измене у другој сезони, које су умањиле садржај за одрасле, омогућавајући широј публици да гледа нове епизоде. BBC Two је емитовао другу сезону, која се такође састојала од 13 епизода, између 16. јануара и 4. априла 2008. године, иако је BBC Three емитовао седам епизода у премијерном термину од 13. фебруара до 21. марта.
У своје последње две сезоне, Торчвуд је користио серијски начин приповедања, а за разлику од формата „чудовишта недеље” који је био присутан у прве две. Серија је поново променила канал када је мини-сезона од пет епизода, са поднасловом Деца Земље, емитована на каналу BBC One од 6. до 10. јула 2009. године. Четврта и последња сезона снимљена је у копродукцији са америчком премијум кабловском мрежом Starz. Са поднасловом Дан чуда, четврта сезона од 10 епизода емитована је на Starz-у од 8. јула до 9. септембра 2011. године, а свака епизода је емитована на каналу BBC One шест дана касније.
Торчвуд (енгл. Torchwood) је анаграм за Доктор Ху (енгл. Doctor Who) који је коришћен као насловна варка током ране продукције оживљавања потоње серије 2005. године. Израз је касније укључен у други серијал те серије. Серија се усредсређује на организацију која се зове Торчвуд. Овај институт запошљава неколико елитних тимова тајних оперативаца који истражују ванземаљске инциденте на Земљи. Серија се конкретно усредсредио на једну од ових група, кардифски Торчвуд Три, који предводи капетан Џек Харкнес, који се први пут појавио у првом серијалу Доктора Хуа као сапутник Деветог Доктора. Помажу му службеник за подршку Јанто Џоунс, др Овен Харпер, техничка стручњакиња Тошико Сато и Гвен Купер, полицајка регрутована да помаже тиму. Додатно им помажу бивша сапутница Десетог Доктора, Марта Џоунс у другој сезони, као и Гвенин супруг Рис Вилијамс, који постаје један од главних ликова почевши од треће сезоне. Дан чуда прави делимичну ревизију глумачке екипе, у којој су остали само Харкнес, Куперова и Вилијамс. Њима трома се придружују специјални агент Рекс Матесон и аналитичарка Естер Драмонд из Централне обавештајне агенције, као и осуђеник на смрт Освалд Дејнс. Кроз своје четири сезоне, Торчвуд је имао мали број кросовер епизода са Доктором Хуом, са којом чини прве две телевизијске серије у Хуниверзуму.
Године 2012. серија је стављена на неодређену паузу иако је Харкнес наставио да се појављује у Доктору Хуу током 2020. и 2021. године. Прве две сезоне Торчвуда је водио Крис Чибнал као главни сценариста, док се Дејвис вратио као главни сценариста за наредне две. Током свог емитовања, серија је истраживала бројне теме, а међу њима су били истакнути егзистенцијализам, хомосексуални и бисексуални односи, као и истраживања људске корумпираности. Серија такође има велику количину повезаних медија који је повезују са проширеним универзумом. Такође је емитована у неколико других земаља, стичући култни статус, као и велику гледаност и међународно признање критике.
Серија Торчвуда броји 4 сезоне и 41 епизоду, које су емитоване између 22. октобра 2006. и 9. септембра 2011. године.

## Преглед
| Сезона | Сезона | Епизоде | Епизоде | Оригинално емитовање | Оригинално емитовање |
| Сезона | Сезона | Епизоде | Епизоде | Премијера            | Финале               |
| ------ | ------ | ------- | ------- | -------------------- | -------------------- |
|        | 1.     | 13      | 13      | 22. октобар 2006.    | 1. јануар 2007.      |
|        | 2.     | 13      | 13      | 16. јануар 2008.     | 4. април 2008.       |
|        | 3.     | 5       | 5       | 6. јул 2009.         | 10. јул 2009.        |
|        | 4.     | 10      | 10      | 8. јул 2011.         | 9. септембар 2011.   |

## Епизоде

### 1. сезона (2006−07)
Прва сезона се усредсређује на Гвен Купер, њено упознавање са Џеком Харкнесом и Торчвудом, као и представљање ликова Овена Харпера, Јанта Џоунса, Сузи Костело и Тошико Сато. Ту је такође лабава прича која се фокусира на процеп: Овенову љубав према Дијани, жени изгубљеној у времену; Овенову и Гвенину аферу, као и њен однос са њеним дечком Рисом.
| Бр. еп. (укупно) | Бр. еп. (у серији) | Наслов                       | Редитељ      | Сценариста                | Премијера          | Прод. код | Гледаност у Британији (милиони) |
| ---------------- | ------------------ | ---------------------------- | ------------ | ------------------------- | ------------------ | --------- | ------------------------------- |
| 1                | 1                  | „Све се мења”                | Брајан Кели  | Расел Т. Дејвис           | 22. октобар 2006.  | 1.1       | 2,52                            |
| 2                | 2                  | „Дан први”                   | Брајан Кели  | Крис Чибнал               | 22. октобар 2006.  | 1.2       | 2,50                            |
| 3                | 3                  | „Духовна машина”             | Колин Тиг    | Хелен Рејнор              | 29. октобар 2006.  | 1.3       | 1,77                            |
| 4                | 4                  | „Кибержена”                  | Џејмс Стронг | Крис Чибнал               | 5. новембар 2006.  | 1.4       | 1,39                            |
| 5                | 5                  | „Мали светови”               | Алис Траутон | Питер Џ. Хамонд           | 12. новембар 2006. | 1.5       | 1,26                            |
| 6                | 6                  | „Сеоска убиства”             | Енди Годард  | Крис Чибнал               | 19. новембар 2006. | 1.6       | 1,22                            |
| 7                | 7                  | „Грци носе дарове”           | Колин Тиг    | Тоби Вајтхаус             | 26. новембар 2006. | 1.7       | 1,31                            |
| 8                | 8                  | „Настављају да убијају Сузи” | Џејмс Стронг | Пол Томалин и Ден Макулох | 3. децембар 2006.  | 1.8       | 1,12                            |
| 9                | 9                  | „Случајне ципеле”            | Џејмс Ерскин | Џакета Меј                | 10. децембар 2006. | 1.9       | 1,08                            |
| 10               | 10                 | „Ван времена”                | Алис Траутон | Кетрин Трегена            | 17. децембар 2006. | 1.10      | 1,03                            |
| 11               | 11                 | „Борба”                      | Енди Годард  | Ноел Кларк                | 24. децембар 2006. | 1.11      | 0,83                            |
| 12               | 12                 | „Капетан Џек Харкнес”        | Ешли Веј     | Кетрин Трегена            | 1. јануар 2007.    | 1.12      | 1,23                            |
| 13               | 13                 | „Крај дана”                  | Ешли Веј     | Крис Чибнал               | 1. јануар 2007.    | 1.13      | 1,23                            |

### 2. сезона (2008)
Друга сезона усредсређује се на нестанак Џека и његов каснији повратак, као и на његову прошлост, а такође представља тајанствени, али опасан лик капетана Џона Харта.
| Бр. еп. (укупно) | Бр. еп. (у серији) | Наслов                | Редитељ            | Сценариста      | Премијера         | Прод. код | Гледаност у Британији (милиони) |
| ---------------- | ------------------ | --------------------- | ------------------ | --------------- | ----------------- | --------- | ------------------------------- |
| 14               | 1                  | „Кис кис, бенг бенг”  | Ешли Веј           | Крис Чибнал     | 16. јануар 2008.  | 2.1       | 4,22                            |
| 15               | 2                  | „Спавач”              | Колин Тиг          | Џејмс Моран     | 23. јануар 2008.  | 2.2       | 3,78                            |
| 16               | 3                  | „До последњег човека” | Енди Годард        | Хелен Рејнор    | 30. јануар 2008.  | 2.3       | 3,51                            |
| 17               | 4                  | „Месо”                | Колин Тиг          | Кетрин Трегена  | 6. фебруар 2008.  | 2.4       | 3,28                            |
| 18               | 5                  | „Адам”                | Енди Годард        | Кетрин Трегена  | 13. фебруар 2008. | 2.5       | 3,79                            |
| 19               | 6                  | „Ресет”               | Ешли Веј           | Џ. Ч. Вишлер    | 13. фебруар 2008. | 2.6       | 4,07                            |
| 20               | 7                  | „Мртвац који хода”    | Енди Годард        | Мет Џоунс       | 20. фебруар 2008. | 2.7       | 4,32                            |
| 21               | 8                  | „Дан у смрти”         | Енди Годард        | Џозеф Лидстер   | 27. фебруар 2008. | 2.8       | 4,26                            |
| 22               | 9                  | „Нешто позајмљено”    | Ешли Веј           | Фил Форд        | 5. март 2008.     | 2.9       | 3,75                            |
| 23               | 10                 | „Од кише”             | Џонатан Фокс Бесет | Питер Џ. Хамонд | 12. март 2008.    | 2.10      | 3,85                            |
| 24               | 11                 | „Препуштени случају”  | Марк Еверест       | Крис Чибнал     | 19. март 2008.    | 2.11      | 3,49                            |
| 25               | 12                 | „Фрагменти”           | Џонатан Фокс Бесет | Крис Чибнал     | 21. март 2008.    | 2.12      | 3,69                            |
| 26               | 13                 | „Излазне ране”        | Ешли Веј           | Крис Чибнал     | 4. април 2008.    | 2.13      | 3,13                            |

### 3. сезона (2009)
Трећа сезона усредсређује се на „456”, тајанствену ванземаљску врсту која остварује контакт са Земљом преко деце широм света, и приказује како светске владе покушавају да реше проблем. Такође се усредсређује на однос Џека и Јанта, као и на однос Гвен и Риса.
| Бр. еп. (укупно) | Бр. еп. (у серији) | Наслов        | Редитељ   | Сценариста                    | Премијера     | Прод. код | Гледаност у Британији (милиони) |
| ---------------- | ------------------ | ------------- | --------- | ----------------------------- | ------------- | --------- | ------------------------------- |
| 27               | 1                  | „Дан први”    | Јурос Лин | Расел Т. Дејвис               | 6. јул 2009.  | 3.1       | 6,47                            |
| 28               | 2                  | „Дан други”   | Јурос Лин | Џон Феј                       | 7. јул 2009.  | 3.2       | 6,14                            |
| 29               | 3                  | „Дан трећи”   | Јурос Лин | Расел Т. Дејвис и Џејмс Моран | 8. јул 2009.  | 3.3       | 6,40                            |
| 30               | 4                  | „Дан четврти” | Јурос Лин | Џон Феј                       | 9. јул 2009.  | 3.4       | 6,76                            |
| 31               | 5                  | „Дан пети”    | Јурос Лин | Расел Т. Дејвис               | 10. јул 2009. | 3.5       | 6,58                            |

### 4. сезона (2011)
Четврта сезона се усредсређује на догађај познат као „Дан чуда”, када су сви на свету престали да умиру и касније постали бесмртни. Такође се усредсређује на Џекову прошлост и његову бесмртност, као и на однос Гвен и Риса. Такође уводи нове ликове Рекса Матесона, Естер Драмонд и Освалда Дејнса.
| Бр. еп. (укупно) | Бр. еп. (у серији) | Наслов              | Редитељ              | Сценариста                      | Премијера          | Прод. код | Гледаност у Британији (милиони) |
| ---------------- | ------------------ | ------------------- | -------------------- | ------------------------------- | ------------------ | --------- | ------------------------------- |
| 32               | 1                  | „Нови свет”         | Барат Налури         | Расел Т. Дејвис                 | 8. јул 2011.       | 401       | 6,59                            |
| 33               | 2                  | „Извођење”          | Били Гирхарт         | Дори Иган                       | 15. јул 2011.      | 402       | 5,75                            |
| 34               | 3                  | „Глуво доба ноћи”   | Били Гирхарт         | Џејн Еспенсон                   | 22. јул 2011.      | 403       | 5,49                            |
| 35               | 4                  | „Бекство у ЛА”      | Били Гирхарт         | Џим Греј и Џон Шибан            | 29. јул 2011.      | 404       | 5,19                            |
| 36               | 5                  | „Категорије живота” | Гај Ферленд          | Џејн Еспенсон                   | 5. август 2011.    | 405       | 5,17                            |
| 37               | 6                  | „Посредници”        | Гај Ферленд          | Џон Шибан                       | 12. август 2011.   | 406       | 4,60                            |
| 38               | 7                  | „Бесмртни греси”    | Гвинет Хордер-Пејтон | Џејн Еспенсон                   | 19. август 2011.   | 407       | 4,48                            |
| 39               | 8                  | „Крај пута”         | Гвинет Хордер-Пејтон | Џејн Еспенсон и Рајан Скот      | 26. август 2011.   | 408       | 4,64                            |
| 40               | 9                  | „Окупљање”          | Гај Ферленд          | Џон Феј                         | 2. септембар 2011. | 409       | 4,63                            |
| 41               | 10                 | „Крвна линија”      | Били Гирхарт         | Расел Т. Дејвис и Џејн Еспенсон | 9. септембар 2011. | 410       | 5,13                            |